# Aureliu Bilțiu
Aureliu Bilțiu (n. 6 iunie 1865, Gherla – d. 1959, Dej) a fost un deputat în Marea Adunare Națională de la Alba Iulia, organismul legislativ reprezentativ al „tuturor românilor din Transilvania, Banat și Țara Ungurească”, cel care a adoptat hotărârea privind Unirea Transilvaniei cu România, la 1 decembrie 1918.

## Biografie
Aureliu Bilțiu a fost hirotonit ca preot în parohia Rus, județul Sălaj. A făcut parte din delegația care a înaintat, în mai 1892, Memorandul la Viena. În 1918, populația românească din cercul electoral Ileanda Mare, județul Solnoc, l-a ales ca reprezentant al său la Marea Adunare Națională de la Alba Iulia. După Marea Unire, Alexandru Bilțiu a devenit senator în Parlamentul României Mari, până în anul 1940.